# Natural Resources Conservation Service
Natural Resources Conservation Service (NRCS), dříve známá pod názevn Soil Conservation Service (SCS) je vládní agentura ministerství zemědělství USA (USDA: the United States Department of Agriculture) s cílem poskytovat technickou asistenci farmářům, ostatním soukromým vlastníkům půdy a manažerům. Zaměřeje se na ochranu půdního fondu a boje proti erozi; poskytuje široké spektrum projektů a finančních fondů.
Předchůdce této vládní agentury SCS byla založena roku 1933 a sídlí ve Washingtonu, D.C.